# Akromioklavikularled

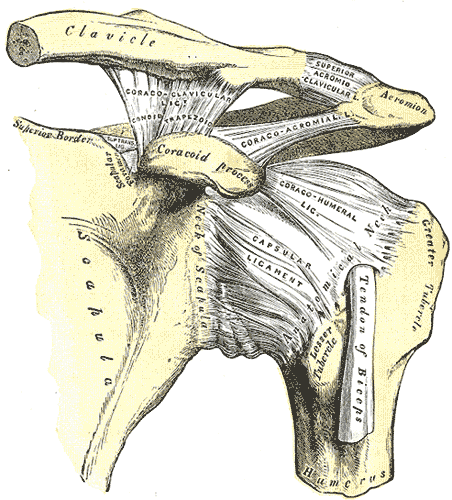
Vänster axelled sedd framifrån (volart).
Illustration: Gray's Anatomy, 1918. (PD)

Akromioklavikularled (latin: articulatio acromioclavicularis) är, i människans kropp, en led mellan akromion (acromion), ett av skulderbladets distala utskott, och nyckelbenet (clavicula). Leden kallas också yttre nyckelbensleden. Leden ger stabilitet och medverkar vid rörelse av skuldergördeln. Skador av leden är vanliga.

## Struktur och funktion
Akromioklavikularleden (ac-leden) definieras av nyckelbenets yttre del som bildar led med akromion, del av skulderbladet. Ac-leden är en synovialled där endast en glidrörelse är möjlig under normala förhållanden. Leden förbinder skulderbladet med bröstryggen och bidrar till rörelser av överarmen som abduktion och flexion. Leden underlättar också kraftöverföring från armen till resten av skelettet.
Ac-leden omges av en ledkapsel och ett synovialt membran. Mellan benändarna ligger en disk. Ledytorna täcks av fibröst brosk.
Ligament
Ac-leden stabiliseras huvudsakligen av tre ledband: 
- Ligamentum acromioclaviculare

- Ligamentum coracoclaviculare

- Ligamentum coracoacromiale

Ligamentum acromioclaviculare (AC) består av  övre, undre, bakre och främre delar. De övre och undre delarna är starkast och syftar till att bibehålla horisontell stabilitet.
Ligamentum coracoclaviculare (CC) består av ligamentum conoideum och trapezoideum, som fäster in på den posteromediala (bakåt mot mitten) och anterolatolaterala undre delen av nyckelbenet (claviceln). De bidrar primärt till vertikal stabilitet.
Ligamentum coracocoacromiale (CA) är ett starkt triangulärt bandformat ligament som förbinder samman acromion och processus coracoideus. Bidrar till vertikal stabilitet.

## Blodförsörjning
Grenar av arteria suprascapularis som har sitt ursprung i arteria subclavius och arteria thoracoacromialis som har sitt ursprung i arteria axillaris, bildar de två huvudsakliga blodkärlen som försörjer acromioclavicularleden.

## Innervation
AC-leden innerveras av förgreningar från nerverna: suprascapularis, axillaris och pectoralis lateralis, som har sitt ursprung i nervus brachialis. Denna gren löper superiort om musculus supraspinatus och AC-leden. Smärta från AC-leden kan upplevas i skuldran och upp mot nacken.

## Skador
Skador mot leden är vanliga vid exempel fallolyckor. Skador av AC-leden utgör cirka 40 procent av alla axelskador.

### Symptom
Vid skada upplevs smärta lokalt runt leden, den kan också stråla ut runt skuldran och upp mot sidan av nacken. Det gör ofta ont att ligga på skadad axel nattetid samt att röra på axeln.
Vid undersökning noteras ofta svullnad och smärta över leden. Aktiv rörlighet kan vara begränsad på grund av smärta. Ett tilläggstest kan utföras vid misstanke om skada på AC-leden: horisontell adduktion av axeln (armen förs i axelhöjd mot andra sidans axel).
Vid trauma mot axeln och misstanke om skada på AC-leden brukar leden undersökas med röntgen.

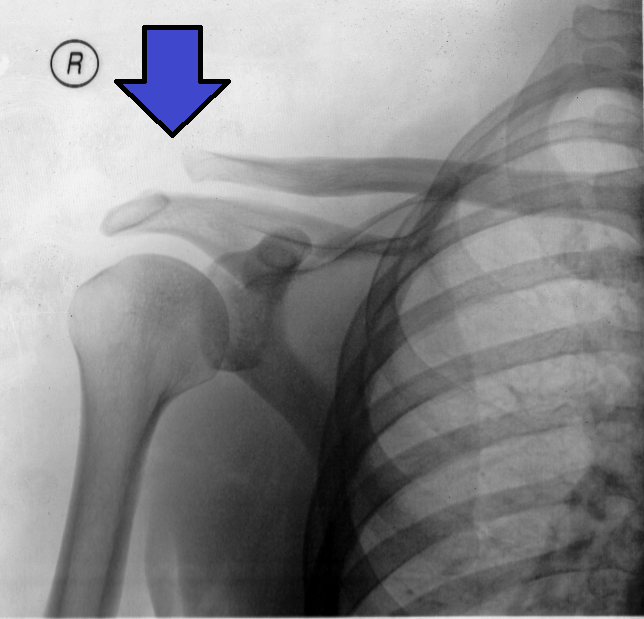
Exempel på skada där nyckelbenet släppt från acromion

#### Gradering av skador
- I: skada på lig. AC; Lig.CC intakt; inga avvikelser på röntgen.

- II: Lig. AC rupturerat; lig. CC skadat; nyckelben något förhöjt.

- III: Lig. AC och CC rupturerade; nyckelben förhöjt ovanför acromions kant.
- IV: Lig. AC och CC är rupturerade; nyckelbenet är förskjutet bakåt in i muculus trapezius
- V: Lig. AC och CC är rupturerade; nyckelbenet är förskjutet uppåt (superiort) över 25mm
- VI: Lig. AC och CC är ruptuerade; nyckelbenet är förskjutet in under musculus coracobrachialis eller bicepssenan.[1]